# Sul mio cadavere
Sul mio cadavere (titolo originale Lady Here's Your Wreath) è un romanzo giallo di genere hard boiled, pubblicato nel 1940 dallo scrittore britannico James Hadley Chase, con lo pseudonimo di Raymond Marshall.
Il libro è stato tradotto in tedesco, ebraico, greco, danese, francese, catalano, spagnolo, polacco, portoghese, oltre che in italiano.

## Trama
Nick Mason è un giornalista indipendente di una certa notorietà. Invitato ad assistere all'esecuzione di un criminale, Vessi, è designato dalla sorte a cogliere le ultime parole del condannato. Vessi ribadisce la sua innocenza e fa il nome del colpevole dell'assassinio di Larry Richmond per cui viene giustiziato. Mason tiene per sè questo nome (Lu Spencer), perché è stato contattato da una donna che gli ha offerto diecimila dollari per far luce sulla verità. Quando la donna si fa di nuovo sentire, Mason è deciso a non immischiarsi oltre nella faccenda: Vessi era un criminale e Spencer è il capo di una società di importazioni-esportazioni che rende assai ricchi i suoi azionisti. Ma la donna non lo lascia libero e gli invia cinquemila dollari.
Per sapere chi lo sta manovrando, Mason entra in contatto con Blondie (una prostituta amica di Vessi), quindi con Mardi, segretaria nell'azienda di Spencer. Appare presto chiaro che Spencer abbia molto da nascondere: è circondato di scagnozzi, capaci di sequestrare, torturare e uccidere per lui. Sempre più circondato di violenza, Mason si rivela molto preparato nel corpo a corpo e si difende, ma ha scoperto di essere innamorato di Mardi e, alla prima occasione, la sposa. Per nascondersi, Mason e Mardi vanno in una villa che un amico, il colonnello Kennedy, ha messo a loro disposizione, ma ben presto Nick perde il lavoro e si reca in città per chiarire come mai non gli accettano più gli articoli. Quando ritorna, trova una morta sul letto e, convinto che sia Mardi, chiama l'amico Mo Ackie, per aiuto. Invece la morta è Blondie e di Mardi si sono perse le tracce.
Le risorse di Ackie consentono di catturare Katz, il sicario principale di Spencer. Il disgraziato si decide a parlare e viene alla luce un traffico di refurtiva, coperto dalle attività legali della ditta di Spencer. La confessione fa finire in carcere quasi tutta la banda. Mason ritrova Mardi e, per il sollievo, fa tutto ciò che lei chiede. I due si trasferiscono in un luogo remoto al mare. Dopo alcuni mesi però, quando Mason incontra il colonnello Kennedy, scopre che Mardi è la stessa donna che gli telefonava contraffacendo la voce e di cui non aveva più cercato di sapere chi fosse. Disperato torna a casa e qui trova Mardi con Lee Curtis, già suo amante e deciso a ricattare entrambi. Mason pensa di ignorare le minacce, ma ora sa che Mardi ha ucciso Blondie e rischia una condanna a morte: pensa quindi a come uccidere Curtis, per evitare ricatto e denuncia. Mardi però gli impedisce di uccidere e con uno stratagemma va nella camera da letto e si toglie la vita con un colpo della sua pistola.

## Personaggi
- Nick Mason, narratore: giornalista indipendente.
- Vessi, condannato a morte per l'omicidio di Larry Richmond. già direttore della Mackenzie Fabric Corporation.
- Mo Ackie, cronista amico di Mason.
- Barry Hughson, giornalista.
- Blondie (nome vero Andrée Kersh), prostituta. Era la ragazza di Vessi.
- Lu Spencer, direttore della Mackenzie Fabric Corporation, subentrato a Richmond, di cui era stato il braccio destro.
- Mardi Jackson, segretaria di Spencer.
- Earl Katz, uno dei sicari di Spencer.
- Gus, Il Ciccione, altri sicari di Spencer.
- Lee Curtis, segretario della Mackenzie Fabric Corporation, braccio destro di Spencer.
- colonnello Kennedy, amico di Mason.
- Lazard, poliziotto connivente con la banda di Spencer.
- Sara Spencer, moglie di Lu, non agisce nel libro.

## Edizioni in italiano
- James Hadley Chase, Sul mio cadavere, traduzione di Dina Corrada Uccelli, collana Il Giallo Mondadori n. 695, Milano: 1962
- James Hadley Chase, Dark ladies, introduzione di Giorgio Gosetti, Onnibus Gialli, contiene: Sul mio cadavere; La carne dell'orchidea; Colpo a freddo; Mossa decisiva, Milano: A. Mondadori, 1989